# Mobilitätsgesetz des Landes Brandenburg
Das Mobilitätsgesetz des Landes Brandenburg (kurz: BbgMobG) ist ein am 25. Januar 2024 als Art. 1 des Gesetzes zur Einführung eines Mobilitätsgesetzes des Landes Brandenburg sowie zur Änderung des ÖPNV-Gesetzes und zur Änderung des Brandenburgischen Straßengesetzes durch den brandenburgischen Landtag beschlossenes Gesetz, das den Verkehr in Brandenburg nachhaltig, sozial gerecht und sicher machen soll. Das Gesetz ist untergliedert in Abschnitte zu Mobilitätsgrundsätzen, Radverkehr, Fußverkehr und Nahmobilität.

## Ziele
Zentrales Ziel ist die Stärkung von Verkehrsmitteln des Umweltverbunds aus Fuß-, Rad- und öffentlichem Personennahverkehr. Diese sollen im Jahr 2030 für 60 Prozent aller Wege der Brandenburger genutzt werden. Bisher lag der Anteil des Umweltverbunds bei 42 Prozent (Stand: 2017). Außerdem wird die sogenannte Vision Zero in dem Gesetz verankert, Radwege sollen landesweit durchgehend geplant werden, für den Bus- und Bahnverkehr werden landesweite Mindeststandards eingeführt.
Parallel sollen in Brandenburg nur noch in Ausnahmefällen neue Landesstraßen entstehen. Das bestehende Straßennetz des Bundeslandes sei bereits ausreichend, um alle Orte zu erreichen. Künftig soll der Erhalt von Straßen Vorrang vor Neubauprojekten haben. Für die Umsetzung sieht das Gesetz vor, dass künftig kein Landesstraßenbedarfsplan mehr aufgestellt werden muss.

## Entstehung
Die Entstehung des Mobilitätsgesetzes des Landes Brandenburg geht auf die Volksinitiative Verkehrswende Brandenburg jetzt! zurück. Das Bündnis aus 16 Verbänden, Gewerkschaften und Initiativen sammelte bis Januar 2021 mehr als 28.000 Unterschriften. In der Folge startete die Landesregierung im Auftrag des Landes einen Dialogprozess mit der Volksinitiative. In drei Arbeitsgruppen entstand ein erster Entwurf des Mobilitätsgesetzes.
Das Gesetz wurde mit den Stimmen der Regierungsparteien SPD, CDU und Bündnis 90/Die Grünen und der oppositionellen Partei Die Linke beschlossen. Das Bündnis BVB/Freie Wähler enthielt sich, die AfD stimmte dagegen. Nach Angaben der Landesregierung ist Brandenburg das erste Flächenland mit einem Mobilitätsgesetz. Zuvor hatte Berlin 2018 als erstes Bundesland ein Mobilitätsgesetz beschlossen, das seitdem mehrfach erweitert wurde.
Im selben Mantelgesetz, mit dem das Mobilitätsgesetz beschlossen wurde, wurden das ÖPNV-Gesetz Brandenburgs sowie das Brandenburgische Straßengesetz angepasst.